# Haida Gwaii
Haida Gwaii, anteriormente archipiélago de la Reina Carlota o islas de la Reina Carlota (Haida Gwaii que en lengua haida significa, «islas de las personas» y originalmente también en haida Xhaaidlagha Gwaayaai, «islas en el borde del mundo»; y anteriormente en inglés, Queen Charlotte Islands), es un archipiélago canadiense localizado frente a la costa de la Columbia Británica. Comprende una superficie total de 10.180 km², con dos islas principales —isla Graham, en el norte, e isla Moresby, en el sur—, además de unas 150 islas más pequeñas, entre las que destacan Anthony, Langara, Louise, Lyell, Burnaby y Kunghit.
El archipiélago tiene por límites: al este, el estrecho de Hécate, que le separa de la parte continental de la Columbia Británica; al sur, el Queen Charlotte Sound, que le separa de la isla de Vancouver; y al norte, las aguas de la Dixon Entrance le separan del archipiélago Alexander, perteneciente ya al estado de Alaska (Estados Unidos).
Algunas de las islas están protegidas de forma conjunta por la legislación federal y como Parque Nacional Gwaii Haanas y Sitio Patrimonial Haida, principalmente la isla Moresby y las islas e islotes adyacentes. También protegidas, pero bajo la legislación provincial, se encuentran varios parques provinciales, el mayor de los cuales es el Parque Provincial Naikoon, en el noreste de la isla Graham. Las islas son el hogar de una abundante vida silvestre, incluyendo la más grande de las subespecies de oso negro (Ursus americanus carlottae) y una subespecie de armiño (Mustela erminea haidarum). El ciervo de cola negra y el mapache son especies introducidas muy abundantes.

## Historia
El archipiélago fue visitado en 1774 por el español Juan José Pérez Hernández (en la isla Langara) y en 1778 por el capitán inglés James Cook. En 1787 las islas fueron reconocidas por el capitán inglés George Dixon (1748-1796), que nombró las islas en honor de uno de sus buques, el Queen Charlotte, que a su vez llevaba el nombre de la reina Carlota, esposa del rey Jorge III del Reino Unido.
El nombre «Haida Gwaii» es de uso moderno y fue creado como una alternativa a la denominación colonial «Queen Charlotte Islands», para reconocer la historia de la nación haida. «Haida Gwaii» quiere decir «nuestra tierra», significando «Haida» no solo «nosotros» sino también «el pueblo».
Ya no está en uso el nombre más antiguo y original de «Xaadala Gwayee» o, en la ortografía alternativa, «Xhaaydla Gwaayaay», es decir, «islas en la frontera entre los mundos» (Xhaaydla), «mundos» se refiere aquí a la selva, el mar, y el cielo, de hecho, los pueblos costeros de los Haida ocupan a menudo el punto de encuentro de estos reinos. [cita requerida]
El 3 de junio de 2010, la Ley de Reconciliación de Haida Gwaii (Haida Gwaii Reconciliation Act) oficialmente renombró a las islas Haida Gwaii como parte de un protocolo de la reconciliación entre la provincia de Columbia Británica y la Nación Haida. Solo el nuevo nombre oficial es ahora utilizado para las islas que se ha registrado en el Atlas Oficial de Canadá y los mapas internacionales y es obligatorio para las direcciones postales. El nombre antiguo ha sido completamente abolido y está obsoleto.

## Economía
La economía monetaria se mezcla, incluyendo el arte y los recursos naturales, principalmente con la tala y la pesca comercial. Además, las industrias de servicios y los empleos del gobierno proporcionan alrededor de un tercio de los puestos de trabajo; el turismo se ha convertido en una parte más prominente de la economía en los últimos años, especialmente la pesca y guías de turismo, ciclismo, camping y turismo de aventura.

## Población
En el momento del contacto colonial, la población era de aproximadamente 10.000 a 60.000 personas,[cita requerida] que residían en varias docenas de ciudades y poblados e incluían esclavos procedentes de otras tribus. El noventa por ciento de la población murió durante el siglo XIX de viruela; también padecieron otras enfermedades como la fiebre tifoidea, el sarampión y la sífilis, que afectaron a muchos más habitantes. En 1900, solo 350 personas sobrevivían. Las ciudades fueron abandonadas y las personas abandonaron sus hogares para ir a las ciudades de Skidegate y Masset, ciudades del continente con fábricas de conservas, o a la isla de Vancouver. Hoy en día, alrededor de 5000 personas viven en las islas. Nativos indígenas (Haida) viven en las islas, y se concentran alrededor de Skidegate y Old Masset, cada uno con una población de alrededor de unos 500 habitantes. Isla Anthony y la ciudad de Ninstints fueron declaradas por la UNESCO en 2006 Patrimonio de la Humanidad; en la decisión, a la disminución de la población causada por la enfermedad se hace referencia al citar la "civilización desaparecida" ['vanished civilization'] de los Haida.

## Medio ambiente
El archipiélago parece haber escapado de la mayor parte de la glaciación de la última edad de hielo. Eso, y su posterior aislamiento del continente, han producido lo que algunos llaman las «Galápagos del Norte», una zona biológica única, con muchas especies endémicas de animales y plantas. Su clima, como el del resto de la Columbia Británica y la costa de Alaska en la zona, es moderado por la Corriente del Pacífico Norte, y cuenta con fuertes lluvias y temperaturas relativamente suaves durante todo el año.
El río Yakoun, el más grande de la isla Graham (unos 60 km), fue el sitio de un abeto natural de color amarillo, que debido a una variación genética, sobrevive a veces en lugares con densa niebla y la nubosidad. «Kiidk'yaas» (El Abeto Dorado, como era llamado) fue una popular atracción turística, hasta que fue ilegalmente cortado el 22 de enero de 1997 por Grant Hadwin, un ingeniero forestal y activista ecologista, como una protesta política en contra de las compañías madereras aprobadas por el gobierno canadiense.
Las islas son el hogar de una gran variedad de otros grandes árboles nativos, como el hermoso cedro rojo occidental (Thuja plicata), el cedro amarillo (o ciprés de Nootka, Callitropsis nootkatensis), pino costero (Pinus contorta), Western Hemlock (Tsuga heterophylla), Mountain Hemlock (Tsuga mertensiana) y alisos rojos (Alnus rubra).
Otra atracción popular para los turistas en las islas era el Cuervo Blanco. Se trataba de un cuervo albino que se confundía a menudo con un águila o las gaviotas, debido a su coloración inusual. El Cuervo Blanco vivía alrededor de Port Clements y comúnmente se veía comiendo alimentos de locales y visitantes. Murió después de hacer contacto con un transformador eléctrico, que dejó de manera temporal sin electricidad a la ciudad y sus alrededores.

### Riesgos de terremotos
Las islas Haida Gwaii, se encuentran a lo largo de la falla de la Reina Carlota, una activa falla transformante que produce terremotos importantes cada 3-30 años. La culpa es la colisión bajo el agua de las placa del Pacífico y de la placa Norteamericana a lo largo de la costa oeste de la Haida Gwaii. Los terremotos más recientes fueron en enero de 2008.

#### Sismo de 7,8 grados y alerta de tsunami
El sábado 27 de octubre de 2012, el instituto geológico estadounidense (USGS) entre otros demás, registraron un sismo de intensidad de 7,8 grados en la escala de Richter, el epicentro se ubicó a 139 km de la localidad de Masset. Un tsunami de 2 a 5 metros de altura se registró en esa zona después del fuerte sismo.

## Cultura

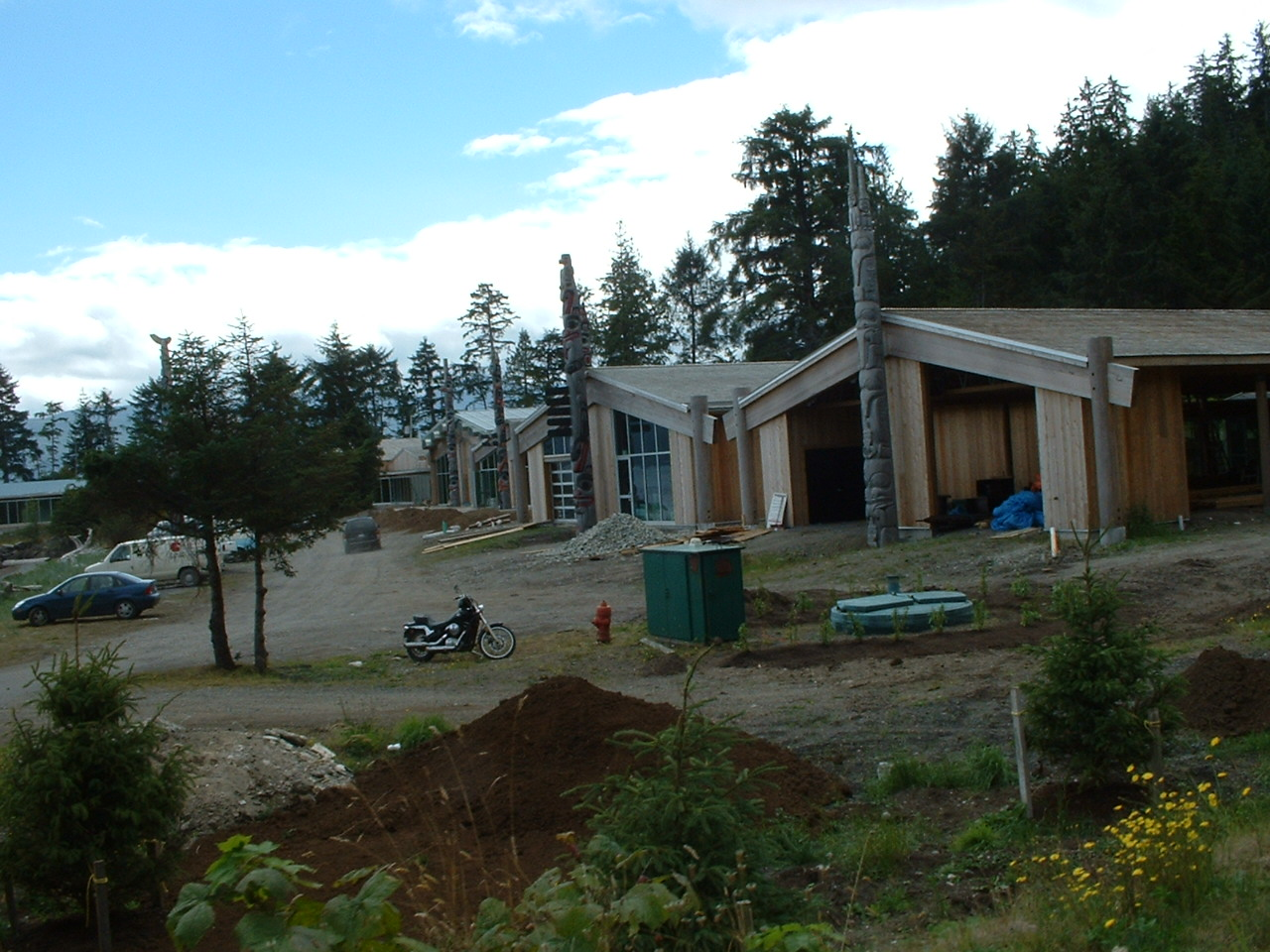
Centro del Patrimonio Haida en Kaay Llnagaay

### Artes visuales
La obra de arte conocido como Spirit of Haida Gwaii ['Espíritu de Haida Gwaii'], de Bill Reid, aparece en el reverso del billete de 20 dólares canadienses. Muestra a un chamán en una canoa haida, acompañado por los mensajeros míticos Raven, Frog y Eagle (el primer casting de esta escultura, el Spirit of Haida Gwaii: The Black Canoe [Espíritu de Haida Gwaii: la canoa negra], está expuesto en el atrio de la Embajada de Canadá en Washington D. C.; el otro, el Spirit of Haida Gwaii: the Jade Canoe [Espíritu de Haida Gwaii: la canoa de jade], se expone en el aeropuerto de Vancouver). El arte haida también se observa frecuentemente en los grandes tótems de tamaño monumental de cedro y en las canoas, artesanía y joyería de plata, e incluso como dibujos animados en forma de Haida Manga.

### La lengua haida
La lengua haida ha sido clasificada como parte de la familia de las lenguas na-dené sobre la base de algunas similitudes con Athabaskan-eyak-Tlingit. Muchos lingüistas no consideran las pruebas concluyentes y siguen considerando el haida como una lengua aislada. Los 50 hablantes haida tienen unos 70 años. Telus y la Gwaii Trust recientemente han completado un proyecto para llevar Internet de banda ancha a la isla, lo que permite hacer búsquedas interactivas en los más de 80 CD sobre su lengua, historia e historia oral de las personas.

## Transporte
Las principales conexiones de transporte entre las islas y el territorio continental de Columbia Británica son las terminales de BC Ferries en Skidegate, el aeropuerto de Masset y el aeropuerto de Sandspit. El extremo más occidental de la Autopista 16 conecta Masset y Skidegate, en la isla Graham, y Skidegate con Prince Rupert en el continente a través de un servicio regular de BC Ferries por la MV Northern Adventure. También hay servicio regular de BC Ferries entre Skidegate y Alliford Bay en la isla Moresby. Los servicios de hidroavión conectan el hidroaeródromo de Alliford Bay y el hidroaeródromo de Masset.